# セフメタゾール
セフメタゾール（Cefmetazole）はセファマイシン系の抗生物質で、通常、第2世代セファロスポリン系に分類される。術後感染予防抗菌薬の１つとして、日本化学療法学会/日本外科感染症学会のガイドラインで推奨されている抗生物質の１つである。

## 効能・効果
- 適応菌種
  - セフメタゾールに感性の黄色ブドウ球菌、大腸菌、肺炎桿菌、プロテウス属、モルガネラ・モルガニー、プロビデンシア属、ペプトストレプトコッカス属、バクテロイデス属、プレボテラ属（プレボテラ・ビビアを除く）
- 適応症
  - 敗血症、急性気管支炎、肺炎、肺膿瘍、膿胸、慢性呼吸器病変の二次感染、膀胱炎、腎盂腎炎、腹膜炎、胆嚢炎、胆管炎、バルトリン腺炎、子宮内感染、子宮付属器炎、子宮旁結合織炎、顎骨周辺の蜂巣炎、顎炎

## 副作用
セフメタゾールの化学構造は、他のいくつかのセファロスポリン系抗生物質と同様に、N-メチルチオテトラゾール（NMTTまたは1-MTT）側鎖を含んでいる。この抗生物質は体内で分解される際に、遊離したNMTTを放出し、低プロトロンビン血症（ビタミンKエポキシド還元酵素の阻害によるものと考えられる）や、アルデヒド脱水素酵素の阻害による、ジスルフィラム(抗酒薬)で生じるのと同様のエタノールとの反応を引き起こすことがある。短腸症候群患者においてビタミンK欠乏による凝固異常を生じた報告がある。

## 抗菌感受性スペクトラム
セフメタゾールは広域セフェム系抗菌薬 (βラクタム系抗生物質)であり，尿路感染症や皮膚感染症の原因菌に対して有効である。放線菌由来であるセファマイシン系の特徴として、嫌気性菌・腸内細菌・ESBLに対する感受性を持つことが多い。以下は、医学的に重要な数種の微生物に対する最小発育阻止濃度感受性データである。
- バクテロイデス・フラジリス: 0.06 - >256 µg/ml
- クロストリジウム・ディフィシル: 8 - >128 µg/ml
- 黄色ブドウ球菌: 0.5 - 256 µg/ml (メチシリン耐性黄色ブドウ球菌を含む)[4]